# Phrynus operculatus
Phrynus operculatus är en spindeldjursart som beskrevs av Pocock 1902. Phrynus operculatus ingår i släktet Phrynus och familjen Phrynidae. Inga underarter finns listade i Catalogue of Life.